# Halictus lobatus
Halictus lobatus är en biart som beskrevs av Ebmer 1978. Halictus lobatus ingår i släktet bandbin, och familjen vägbin. Inga underarter finns listade i Catalogue of Life.